# Sycyna (czasopismo)
Sycyna Dwutygodnik Kulturalny – wydawany w roku 1993 jako dodatek do "Gazety Rolniczej", w latach 1994–1999 jako pismo samodzielne. Redaktorem naczelnym był Wiesław Myśliwski. 
Nazwa Sycyna pochodzi od miejsca urodzenia Jana Kochanowskiego. Redakcję pisma tworzyli m.in. Józef Baran, Krzysztof Burek, Maria Jentys, Konstanty Pieńkosz, Michał Luboradzki. Na łamach dwutygodnika swoje teksty publikowało wielu wybitnych współczesnych polskich poetów i prozaików. Galeria Sycyny prezentowała twórczość i sylwetki najwybitniejszych polskich malarzy m.in. Zdzisława Beksińskiego, Henryka Wańka.